# Pueblo elegido (judaísmo)
En el judaísmo, el concepto de los judíos como pueblo elegido (הָעָם הַנִבְחַר hāʿām hanīvḥar) es la creencia de que los judíos, como descendientes en parte de los antiguos israelitas, son también pueblo elegido, es decir, seleccionados para estar en un pacto con Dios. Los partidarios de esta visión arguyen que los israelitas fueron el pueblo elegido de Dios en base a algunos pasajes de la Biblia hebrea, en particular el Libro del Deuteronomio 7:6 que utilizar el verbo baḥar (בָּחַר), y a varios pasajes que usan la expresión «pueblo santo», como el Libro del Éxodo. 19:6. Se ha escrito mucho sobre estos temas en la literatura rabínica. Las tres mayores denominaciones judías -judaísmo ortodoxo, judaísmo conservador y judaísmo reformista - mantienen la creencia de que los judíos han sido elegidos por Dios con un propósito. A veces, los creyentes ven esta elección como un encargo al pueblo judío de una misión específica: ser una luz para las naciones y ejemplificar el pacto con Dios descrito en la Torá. Isaías y Jeremías consideraron la amorosa elección de Israel por parte de Dios como un medio para enseñar el monoteísmo, combatir la idolatría, frenar la arrogancia humana, acabar con la violencia, la lujuria, la codicia, el chovinismo extremo y la guerra, y marcar el comienzo de una nueva sociedad.[cita requerida]
Mientras que el concepto de «escogencia» puede ser entendido por algunos como una connotación de supremacía étnica, el estatus de «pueblo elegido» dentro del judaísmo no excluye la creencia de que Dios tiene una relación con otros pueblos - más bien, el judaísmo sostiene que Dios ha entrado en un pacto con toda la humanidad, y que judíos y no judíos por igual tienen una relación con Dios. Las referencias bíblicas, así como la literatura rabínica, apoyan este punto de vista: Moisés se refiere al «Dios de los espíritus de toda carne», el Tanaj (Biblia hebrea) también identifica a profetas fuera de la comunidad de Israel y al profeta Jonás se le dice explícitamente que vaya a profetizar al pueblo no judío de Nínive. La tradición judía tiene claro que hubo interacciones de profetas no judíos con Dios que no se relatan en la Torá. Basándose en estas declaraciones e historias, algunos rabinos teorizaron que, en palabras de Natan'el al-Fayyumi, un teólogo judío yemenita del siglo XII, «Dios permitió a unos lo que prohibió a otros ... [y] Dios envía un profeta a cada pueblo según su propia lengua». (Levine, 1907/1966) La Mishná afirma que «La humanidad fue producida a partir de un hombre, Adán, para mostrar la grandeza de Dios. Cuando un hombre acuña una moneda en una prensa, cada moneda es idéntica. Pero cuando el Rey de Reyes, el Santo, bendito sea, crea a las personas en la forma de Adán ninguna se parece a otra» (Mishná Sanedrín 4:5).
Según el Instituto Israelí para la Democracia, aproximadamente dos tercios de los judíos israelíes creen que los judíos son el «pueblo elegido».

## Contexto etimológico
El término «pueblo elegido» se traduce libremente de los términos bíblicos ʿam segullah («pueblo del tesoro») y ʿam nahallah («pueblo de la herencia»).
Según la Torá, las naciones que habitaron Can'an después de que Jacob saliera de allí, violaron las leyes de Dios y debían ser vomitadas de la tierra como resultado, sin embargo su iniquidad no fue lo suficientemente grande como para merecer ese resultado hasta unos cientos de años más tarde, que fue cuando Dios trajo entonces a los descendientes de Jacob de vuelta a la tierra, con la advertencia de que ellos también serían expulsados si violaban las reglas de Dios con respecto a la idolatría y otras «abominaciones». En Deuteronomio, la Torá afirma: «cuando el Señor entregue a los israelitas a la tierra, las otras naciones serán expulsadas, y «no harás ningún pacto con ellas, ni tendrás piedad de ellas» Deuteronomio 7:5-7:6,
«Pero así trataréis con ellos: destruiréis sus altares, quebraréis sus imágenes, talaréis sus bosques y quemaréis al fuego sus esculturas. Porque tú eres un pueblo santo para el SEÑOR tu Dios; el SEÑOR tu Dios te ha escogido para que seas su propio tesoro, de entre todos los pueblos que hay sobre la faz de la tierra."
Un pasaje similar que habla de Israel como el pueblo elegido sigue a las prohibiciones sobre la calvicie y cortarse en señal de duelo, «Porque tú eres un pueblo santo».

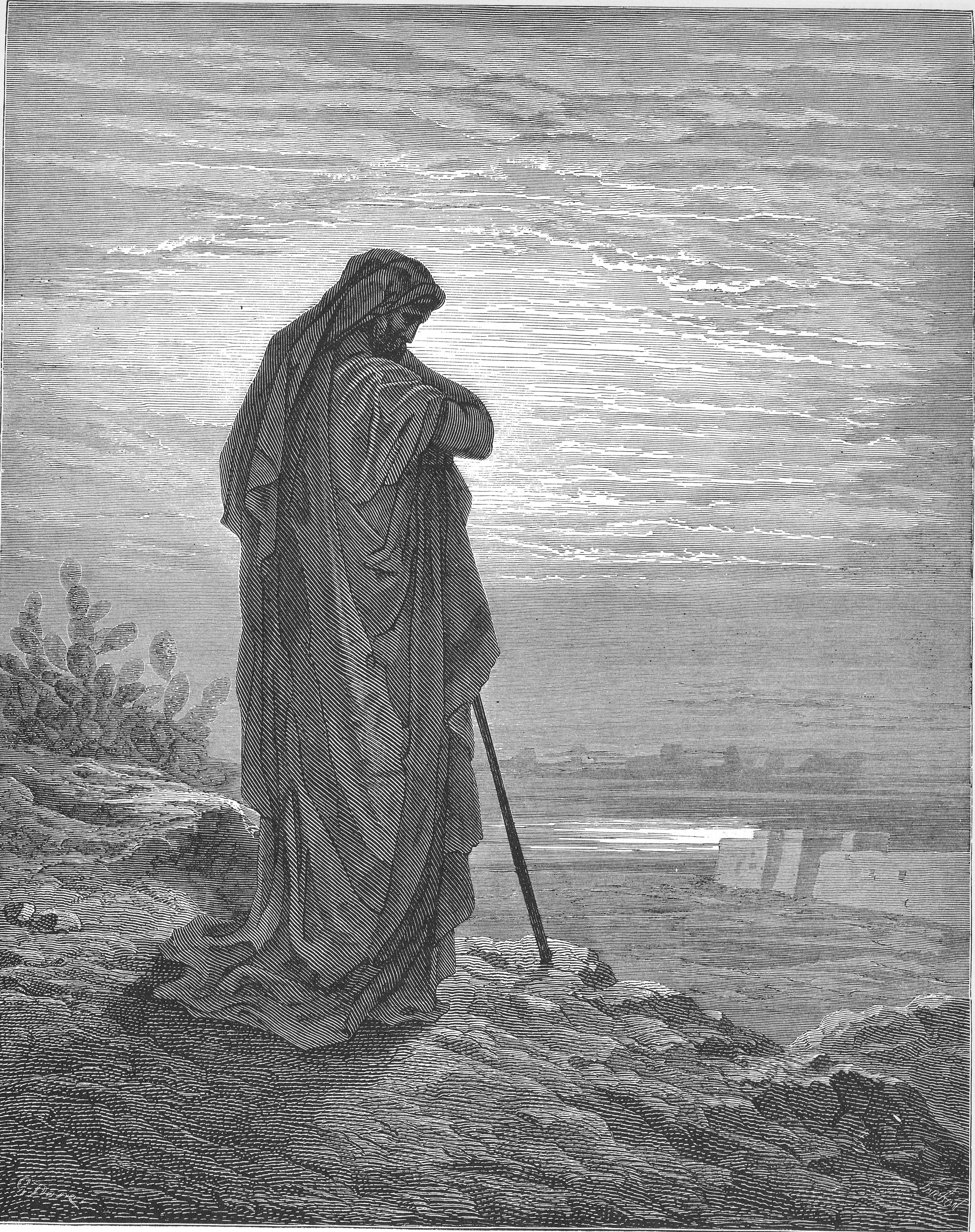
El profeta Amos representado por Gustave Doré

## Punto de vista rabínicos
La mayoría de los textos judíos no afirman que «Dios eligió a los judíos» por sí mismo. Más bien, esto suele ir ligado a una misión o propósito, como proclamar el mensaje de Dios entre todas las naciones, aunque los judíos no pueden convertirse en «no elegidos» si eluden su misión. Esto implica un deber especial, que evoluciona a partir de la creencia de que los judíos han sido comprometidos por el pacto que Dios concluyó con el patriarca bíblico Abraham, su antepasado, y de nuevo con toda la nación judía en el Monte Sinaí. Según este punto de vista, los judíos están encargados de llevar una vida santa como pueblo-sacerdote de Dios.

En el Libro de oraciones judío (el Siddur), se hace referencia a la elección de varias maneras. La bendición por la lectura de la Torá dice: «Alabado seas, Señor nuestro Dios, Rey del Universo, que nos has elegido entre todas las naciones y nos has otorgado Su Torá». En el «Kidush», una oración de santificación, en la que se inaugura el Shabbat con una copa de vino, el texto dice: «Porque tú nos has elegido y santificado de entre todas las naciones, y nos has dado el Sabbat como herencia en amor y favor. Alabado seas, Señor, que santificas el sábado». En el «Kiddush» que se recita en las festividades se lee: «Bendito seas Tú... que nos has elegido de entre todas las naciones, nos has elevado por encima de todas las lenguas y nos has santificado mediante sus mandamientos». La oración Aleinu hace referencia al concepto de los judíos como pueblo elegido: 
"Es nuestro deber alabar al Dueño de todo, exaltar al Creador del Universo, que no nos ha hecho como las naciones del mundo ni nos ha colocado como las familias de la tierra; que no ha diseñado nuestro destino para que sea como el suyo, ni nuestra suerte como la de toda su multitud. Doblamos la rodilla y nos inclinamos y reconocemos ante el Rey Supremo de Reyes, el Santo, bendito sea, que es él quien extendió los cielos y fundó la tierra. Su sede de gloria está en los cielos de lo alto; su morada de majestad está en las alturas elevadas.
A veces esta elección se ve como si se encomendara al pueblo judío una misión específica: ser una luz para las naciones y ejemplificar el pacto con Dios descrito en la Torá. Este punto de vista, sin embargo, no siempre excluye la creencia de que Dios tenga una relación con otros pueblos; más bien, el judaísmo sostenía que Dios había establecido un pacto con toda la humanidad, y que tanto los judíos como los no judíos tienen una relación con Dios.
Las referencias bíblicas, así como la literatura rabínica, apoyan este punto de vista: Moisés se refiere al «Dios de los espíritus de toda carne», y la Biblia hebrea también identifica a profetas fuera de la comunidad de Israel. Basándose en estas afirmaciones, algunos rabinos teorizaron que, en palabras de Natan'el al-Fayyumi, un teólogo judío yemenita del siglo XII, «Dios permitió a cada pueblo algo que prohibió a otros... [y] Dios envía un profeta a cada pueblo según su propia lengua." La Mishná afirma que »La humanidad fue producida a partir de un hombre, Adán, para mostrar la grandeza de Dios. Cuando un hombre acuña una moneda en una prensa, cada moneda es idéntica. Pero cuando el Rey de Reyes, el Santo, bendito sea, crea a las personas en la forma de Adán ninguna es similar a otra" La Tosefta, una colección de importantes discursos postmalmúdicos, también afirma: «Las personas justas de todas las naciones tienen una parte en el mundo venidero".

### Interpretaciones adicionales
La siguiente sección contiene información de la Enciclopedia Judía, publicada originalmente entre 1901-1906, que es de dominio público.
Según los rabinos, «Israel es de todas las naciones la más voluntariosa o testaruda, y la Torá debía darle el alcance y el poder de resistencia adecuados, pues de lo contrario el mundo no habría podido soportar su ferocidad».
«El Señor ofreció la Ley a todas las naciones; pero todas se negaron a aceptarla excepto Israel.".
¿Cómo se entiende «Un gentil que consagra su vida al estudio y la observancia de la Ley tiene el mismo rango que el sumo sacerdote», dice R. Meïr, por deducción de Lev. xviii. 5; II Sam. vii. 19; Isa. xxvi. 2; Sal. xxxiii. 1, cxviii. 20, cxxv. 4, donde todo el énfasis se pone no en Israel, sino en el hombre o el justo.

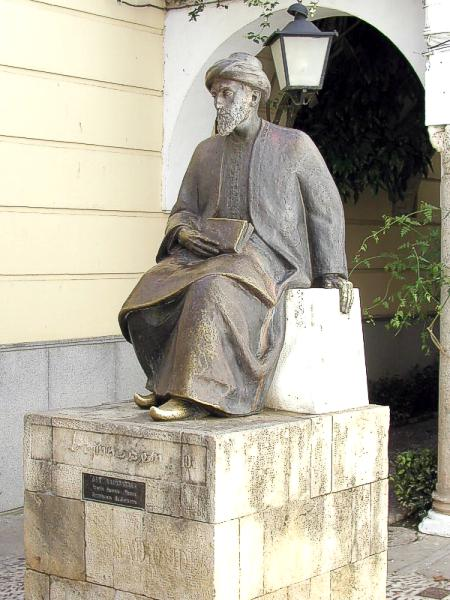
Monumento a Maimónides en Córdoba, Spain

Maimónides afirma: Ahora está meridianamente claro que las promesas que Hashem hizo a Avraham y a su descendencia se cumplirían exclusivamente primero en Itzjak y luego en Yaakov, hijo de Itzjak. Así lo confirma un pasaje que afirma: «Él tiene siempre presente Su pacto... que hizo con Avraham, juró a Itzjak y confirmó en un decreto para Yaakov, para Yisrael, como un pacto eterno»."“”
Tosfos explica que utiliza el ejemplo de un kohen gadol (sumo sacerdote), porque esta afirmación se basa en el Versículo, «“”y'kara hi mipnimim“”» (es más preciosa que las perlas). Esto se explica en otra parte de la Guemará para significar que la Torá es más preciosa pnimim (traducido aquí como «dentro» en lugar de como «perlas»; por lo tanto que la Torá es absorbida introspectivamente en la persona), que se refiere a lifnai v'lifnim (traducido como «el más interior de los lugares»), es decir el Santo de los Santos donde fue el kahon gadol.
En cualquier caso, en el Midrash Rabba se hace esta afirmación con un añadido importante: un no judío que se convierte y estudia la Torá, etc.
La nación de Israel es comparada con el olivo. Del mismo modo que este fruto rinde su precioso aceite sólo después de ser muy prensado y exprimido, así el destino de Israel es de gran opresión y penuria, para que de ese modo pueda dar a luz su iluminadora sabiduría. La pobreza es la cualidad más propia de Israel como pueblo elegido. Sólo a causa de sus buenas obras es Israel entre las naciones «como el lirio entre las espinas», o «como el trigo entre la paja».